# Aerobryidium crispifolium
Aerobryidium crispifolium är en bladmossart som beskrevs av Fleischer in Brotherus 1906. Aerobryidium crispifolium ingår i släktet Aerobryidium och familjen Meteoriaceae. Inga underarter finns listade i Catalogue of Life.